# گورستان آوه
بقایای گورستان اّوه مربوط به دوران‌های تاریخی پس از اسلام است و در شهرستان قزوین، بخش الموت، روستای آوه واقع شده و این اثر در تاریخ ۲۵ اسفند ۱۳۸۰ با شمارهٔ ثبت ۵۵۴۹ به‌عنوان یکی از آثار ملی ایران به ثبت رسیده است.